# 류제이
류제이(중국어 간체자: 刘结一, 정체자: 劉結一, 한자음: 유결일, 1957년 12월 ~ )는 중화인민공화국의 외교관으로 2013년부터 2017년 9월까지 유엔 주재 대사를 지내왔다.

## 생애
베이징에서 태어나 베이징 외국어대학에서 수학하였다.
1981년부터 1987년까지 유엔 제네바 사무소에서 번역인을 지내고, 귀국 후 외교부에 가입하여 2009년까지 다양한 재능에서 일하였다.
2009년부터 2013년까지 중국공산당 중앙위원회 국제부의 부부장을 지냈다.
2013년 리바오둥의 뒤를 이어 유엔 본부 주재 중화인민공화국 대사가 되어 그해 11월 유엔 안전 보장 이사회의 의장을 지냈다.
2017년 10월부터 2018년 3월까지 국무원대만사무판공실의 부국장을 지냈다. 그러고나서 국장이 되는 데 장지준을 대체하였다.

## 개인 생활
외교관 장치위어와 결혼하여 아들 1명을 두었다.